# Plymouth County Courthouse (Iowa)
Das Plymouth County Courthouse in Le Mars ist das Justiz- und Verwaltungsgebäude (Courthouse) des Plymouth County im Nordwesten des US-amerikanischen Bundesstaates Iowa.
Das heutige Gebäude ist das dritte Courthouse des 1851 gegründeten Plymouth County. Das erste Courthouse wurde 1859 in der heute nicht mehr existierenden Siedlung Melbourne errichtet. Es diente gleichzeitig als Lebensmittelgeschäft und als Winterquartier für Soldaten. Im Jahr 1872 wurde der County Seat nach Le Mars verlegt, wo zwei Jahre später das zweite Gerichtsgebäude des Countys entstand. 
Das heutige Courthouse ist ein 1902 nach einem Entwurf des Architekturbüros Kinney & Detweiler im Beaux-Arts-Stil errichtetes dreistöckiges Gebäude aus rotem Sandstein. Eine frühere Kuppel und ein Uhrturm wurden bei einem Umbau im Jahr 1932 entfernt.
1981 wurde das Gebäude mit der Referenznummer 81000263 in das National Register of Historic Places aufgenommen.